# Tulipa maximowiczii
Tulipa maximowiczii är en liljeväxtart som beskrevs av Eduard August von Regel. Tulipa maximowiczii ingår i släktet tulpaner, och familjen liljeväxter. Inga underarter finns listade.